# World Games 2017/Teilnehmer (China)
| Gelbes Symbol für Goldmedaillen mit stilisierten Olympischen Ringen | Graues Symbol für Silbermedaillen mit stilisierten Olympischen Ringen | Braundes Symbol für Bronzemedaillen mit stilisierten Olympischen Ringen |
| ------------------------------------------------------------------- | --------------------------------------------------------------------- | ----------------------------------------------------------------------- |
| 8                                                                   | 14                                                                    | 15                                                                      |

Die Volksrepublik China nahm in Breslau an den World Games 2017 teil. Die chinesische Delegation bestand aus 90 Athleten.

## Medaillengewinner

### Gold
| Name                                       | Sportart          | Wettkampf               |
| ------------------------------------------ | ----------------- | ----------------------- |
| Li Qi Ma Dong Li Lingxiao Pan Lixi Wang Ke | Aerobic           | Gruppe                  |
| Chen Siming                                | Billard           | 9-Ball                  |
| Guo Xiaomin                                | Boules            | Präzisions-Schießspiel  |
| Sun Yiting                                 | Flossenschwimmen  | 400 m                   |
| Wu Hiumin                                  | Rettungsschwimmen | 50 m Retten einer Puppe |
| Zhang Luo                                  | Trampolinturnen   | Tumbling                |
| Jia Fangfang                               | Trampolinturnen   | Tumbling                |
| Tu Xiao Dong Dong                          | Trampolinturnen   | Synchronspringen        |

### Silber
| Name                                                                                         | Sportart          | Wettkampf              |
| -------------------------------------------------------------------------------------------- | ----------------- | ---------------------- |
| Li Zheng Rui Liuming Zhang Teng Zhou Jiahuai                                                 | Akrobatik         | Gruppe                 |
| Huang Chengkai Zhang Huiwen Liu Yiluan Fu Yao Yang Qiaobo Zhao Ming Huang Zijing Jiang Shuai | Aerobic           | Step                   |
| Ma Dong Li Lingxiao Pan Lixi                                                                 | Aerobic           | Trio                   |
| Wang Yang                                                                                    | Boules            | Schießspiel            |
| Shu Chengjing                                                                                | Flossenschwimmen  | 100 m                  |
| Hu Yifan Wu Huimin Dai Xiaodie Bao Xueyi                                                     | Rettungsschwimmen | 4 × 25 m Puppenstaffel |
| Liu Yingying Guo Xue Tian Tian Xu Na Yanli Hu Dan Song Qin Jiao Zhang Jiaqi Yan Chen         | Tauziehen         | Indoor 540 kg          |

### Bronze
| Name                                     | Sportart          | Wettkampf                  |
| ---------------------------------------- | ----------------- | -------------------------- |
| Han Yu                                   | Billard           | 9-Ball                     |
| Li Panpan                                | Boules            | Schießspiel                |
| Chao Guijin                              | Boules            | Péntaque Einzel            |
| Cen Wefei Zhang Wei                      | Boules            | Raffa Doppel               |
| Bao Xueyi Wu Huimin Hu Yifan Dai Xiaodie | Rettungsschwimmen | 4 × 100 m Hindernisstaffel |
| Tam Si Long                              | Kickboxen         | K1 52 kg                   |

## Teilnehmer nach Sportarten

### Aerobic
| Athleten                                                                                     | Wettbewerb | Qualifikation | Qualifikation | Finale | Finale | Rang   |
| Athleten                                                                                     | Wettbewerb | Punkte        | Platz         | Punkte | Platz  | Rang   |
| -------------------------------------------------------------------------------------------- | ---------- | ------------- | ------------- | ------ | ------ | ------ |
| Mixed                                                                                        |            |               |               |        |        |        |
| Li Zheng Rui Liuming Zhang Teng Zhou Jiahuai                                                 | Gruppe     | 21,683        | 2             | 22,683 | 1      | Gold   |
| Huang Chengkai Zhang Huiwen Liu Yiluan Fu Yao Yang Qiaobo Zhao Ming Huang Zijing Jiang Shuai | Step       | 18,500        | 1             | 18,550 | 2      | Silber |
| Huang Chengkai Zhang Huiwen Liu Yiluan Fu Yao Xi Yuefeng Yang Qiaobo Zhao Ming Jiang Shuai   | Tanz       | 18,225        | 4             | 18,350 | 4      | 4      |
| Ma Dong Li Lingxiao Pan Lixi                                                                 | Trio       | 21,900        | 2             | 22,425 | 2      | Silber |

### Akrobatik
| Athleten                                     | Wettbewerb | Qualifikation | Qualifikation | Finale        | Finale        | Rang          |
| Athleten                                     | Wettbewerb | Punkte        | Rang          | Punkte        | Rang          | Rang          |
| -------------------------------------------- | ---------- | ------------- | ------------- | ------------- | ------------- | ------------- |
| Frauen                                       |            |               |               |               |               |               |
| Duan Yushan Ji Qiuqiong Liu Jieyu            | Gruppe     | 50,270        | 6             | ausgeschieden | ausgeschieden | ausgeschieden |
| Meng Jie WU Shiheng                          | Paar       | 52,670        | 5             | ausgeschieden | ausgeschieden | ausgeschieden |
| Männer                                       |            |               |               |               |               |               |
| Li Zheng Rui Liuming Zhang Teng Zhou Jiahuai | Gruppe     | 56,465        | 3             | 30,220        | 2             | Silber        |
| Li An Xiang Lingzhi                          | Paar       | 55,500        | 4             | 28,350        | 4             | 4             |

### Billard
| Athleten    | Wettbewerb | Achtelfinale      | Achtelfinale | Viertelfinale     | Viertelfinale | Halbfinale     | Halbfinale    | Finale / Platz 3        | Finale / Platz 3 | Rang          |
| Athleten    | Wettbewerb | Gegner            | Ergebnis     | Gegner            | Ergebnis      | Gegner         | Ergebnis      | Gegner                  | Ergebnis         | Rang          |
| ----------- | ---------- | ----------------- | ------------ | ----------------- | ------------- | -------------- | ------------- | ----------------------- | ---------------- | ------------- |
| Frauen      |            |                   |              |                   |               |                |               |                         |                  |               |
| Chen Siming | 9-Ball     | Jennifer Barretta | 9:7          | Kristina Tkatsch  | 9:2           | Chezka Centeno | 9:6           | Kim Ga-young            | 9:3              | Gold          |
| Han Yu      | 9-Ball     | Karen Garcia      | 9:0          | Oliwia Czupryńska | 9:4           | Kim Ga-young   | 8:9           | Platz 3: Chezka Centeno | 9:3              | Bronze        |
| Männer      |            |                   |              |                   |               |                |               |                         |                  |               |
| Wu Jiaqing  | 9-Ball     | Mieszko Fortuński | 10:11        | ausgeschieden     | ausgeschieden | ausgeschieden  | ausgeschieden | ausgeschieden           | ausgeschieden    | ausgeschieden |
| Xu Si       | Snooker    | Muhammad Bilal    | 3:0          | Kacper Filipiak   | 3:2           | Ali Carter     | 0:3           | Platz 3: Soheil Vahedi  | 2:3              | 4             |

### Boules
| Athleten              | Wettbewerb             | Qualifikation                               | Qualifikation | Halbfinale                      | Halbfinale    | Finale                                    | Finale           | Rang          |
| Athleten              | Wettbewerb             | Punkte                                      | Rang          | Gegner                          | Ergebnis      | Gegner                                    | Ergebnis         | Rang          |
| --------------------- | ---------------------- | ------------------------------------------- | ------------- | ------------------------------- | ------------- | ----------------------------------------- | ---------------- | ------------- |
| Frauen                |                        |                                             |               |                                 |               |                                           |                  |               |
| Chao Gujin            | Péntaque Einzel        | 34                                          | 2             | Nantawan Fueangsanit            | 33:44         | Vonifanja Rakotoalijohn                   | 36:14            | Bronze        |
| Zhang Wei             | Raffa Einzel           | abgesagt                                    | abgesagt      | abgesagt                        | abgesagt      | abgesagt                                  | abgesagt         | abgesagt      |
| Wang Yang             | Schießspiel            | 80                                          | 2             | abgesagt                        | abgesagt      | abgesagt                                  | abgesagt         | Silber        |
| Männer                |                        |                                             |               |                                 |               |                                           |                  |               |
| Li Panpan             | Schießspiel            | 70                                          | 3             | abgesagt                        | abgesagt      | abgesagt                                  | abgesagt         | Bronze        |
| Athleten              | Wettbewerb             | Qualifikation                               | Qualifikation | Qualifikation                   | Finale        | Finale                                    | Finale           | Rang          |
| Athleten              | Wettbewerb             | Punkte                                      | Punkte        | Rang                            | Punkte        | Punkte                                    | Rang             | Rang          |
| Frauen                |                        |                                             |               |                                 |               |                                           |                  |               |
| Guo Xiaomin           | Präzisions-Schießspiel | 56                                          | 56            | 1                               | 16            | 16                                        | 1                | Gold          |
| Männer                |                        |                                             |               |                                 |               |                                           |                  |               |
| Suo Wentao            | Präzisions-Schießspiel | 26                                          | 26            | 5                               | ausgeschieden | ausgeschieden                             | ausgeschieden    | 5             |
| Athleten              | Wettbewerb             | Vorrunde                                    | Vorrunde      | Halbfinale                      | Halbfinale    | Finale / Platz 3                          | Finale / Platz 3 | Rang          |
| Athleten              | Wettbewerb             | Gegner                                      | Ergebnis      | Gegner                          | Ergebnis      | Gegner                                    | Ergebnis         | Rang          |
| Frauen                |                        |                                             |               |                                 |               |                                           |                  |               |
| Guijin Chao Lili Chao | Péntaque Doppel        | Nantawan Fueangsanit / Phantipha Wongchuvej | 1:13          | ausgeschieden                   | ausgeschieden | ausgeschieden                             | ausgeschieden    | ausgeschieden |
| Guijin Chao Lili Chao | Péntaque Doppel        | Agnieszka Kupiec / Anią Szubielską          | 13:4          | ausgeschieden                   | ausgeschieden | ausgeschieden                             | ausgeschieden    | ausgeschieden |
| Guijin Chao Lili Chao | Péntaque Doppel        | Nancy Barzin / Camille Max                  | 4:13          | ausgeschieden                   | ausgeschieden | ausgeschieden                             | ausgeschieden    | ausgeschieden |
| Wefei Cen Wei Zhang   | Raffa Doppel           | Romina Bolatti / Maria Maiz                 | 8:12          | Ana Martins / Noeli Dalla Corte | 3:12          | Platz 3: Marina Braconi / Elisa Luccarini | 12:9             | Bronze        |
| Wefei Cen Wei Zhang   | Raffa Doppel           | Małgorzata Kowalczyk / Olga Wasik           | 12:6          | Ana Martins / Noeli Dalla Corte | 3:12          | Platz 3: Marina Braconi / Elisa Luccarini | 12:9             | Bronze        |
| Wefei Cen Wei Zhang   | Raffa Doppel           | Susanna Longoni / Laura Riso                | 12:5          | Ana Martins / Noeli Dalla Corte | 3:12          | Platz 3: Marina Braconi / Elisa Luccarini | 12:9             | Bronze        |

### Bowling
| Athleten                    | Wettbewerb | Qualifikation | Qualifikation | Vorrunde                          | Vorrunde | Vorrunde                        | Vorrunde | Vorrunde                  | Vorrunde | Viertelfinale | Viertelfinale | Halbfinale    | Halbfinale    | Finale/Platz 3 | Finale/Platz 3 | Rang          |
| Athleten                    | Wettbewerb | Punkte        | Rang          | Gegner                            | Ergebnis | Gegner                          | Ergebnis | Gegner                    | Ergebnis | Gegner        | Ergebnis      | Gegner        | Ergebnis      | Gegner         | Ergebnis       | Rang          |
| --------------------------- | ---------- | ------------- | ------------- | --------------------------------- | -------- | ------------------------------- | -------- | ------------------------- | -------- | ------------- | ------------- | ------------- | ------------- | -------------- | -------------- | ------------- |
| Frauen                      |            |               |               |                                   |          |                                 |          |                           |          |               |               |               |               |                |                |               |
| Zhang Yuhong                | Einzel     | 1140          | 32            | –                                 | –        | –                               | –        | –                         | –        | ausgeschieden | ausgeschieden | ausgeschieden | ausgeschieden | ausgeschieden  | ausgeschieden  | ausgeschieden |
| Zhang Chunli                | Einzel     | 1161          | 29            | –                                 | –        | –                               | –        | –                         | –        | ausgeschieden | ausgeschieden | ausgeschieden | ausgeschieden | ausgeschieden  | ausgeschieden  | ausgeschieden |
| Zhang Yuhong / Zhang Chunli | Doppel     | –             | –             | Patricia De Faria / Karen Marcano | 787:806  | Laura Beuthner / Birgit Poppler | 924:782  | Tsai Hsin-yi / Pan Yu-fen | 794:838  | ausgeschieden | ausgeschieden | ausgeschieden | ausgeschieden | ausgeschieden  | ausgeschieden  | ausgeschieden |

### Flossenschwimmen
| Athleten      | Wettbewerb   | Finale      | Finale | Rang   |
| Athleten      | Wettbewerb   | Zeit        | Rang   | Rang   |
| ------------- | ------------ | ----------- | ------ | ------ |
| Frauen        |              |             |        |        |
| Liu Simin     | 50 m Tauchen | 16,57 s     | 4      | 4      |
| Shu Chengjing | 50 m Tauchen | 17,07 s     | 7      | 7      |
| Shu Chengjing | 100 m        | 38,60 s     | 2      | Silber |
| Shu Chengjing | 200 m        | 1:38,27 min | 8      | 8      |
| Xu Yichuan    | 100 m        | 39,36 s     | 6      | 6      |
| Xu Yichuan    | 200 m        | 1:35,03 min | 7      | 7      |
| Sun Yiting    | 400 m        | 3:14,47 min | 1      | Gold   |

### Karate
| Athleten    | Wettbewerb   | Vorrunde         | Vorrunde         | Vorrunde         | Vorrunde         | Vorrunde         | Vorrunde         | Halbfinale       | Halbfinale       | Finale / Platz 3 | Finale / Platz 3 | Rang             |
| Athleten    | Wettbewerb   | Gegner           | Ergebnis         | Gegner           | Ergebnis         | Gegner           | Ergebnis         | Gegner           | Ergebnis         | Gegner           | Ergebnis         | Rang             |
| ----------- | ------------ | ---------------- | ---------------- | ---------------- | ---------------- | ---------------- | ---------------- | ---------------- | ---------------- | ---------------- | ---------------- | ---------------- |
| Männer      |              |                  |                  |                  |                  |                  |                  |                  |                  |                  |                  |                  |
| Yin Xiaoyan | Kumite 61 kg | nicht angetreten | nicht angetreten | nicht angetreten | nicht angetreten | nicht angetreten | nicht angetreten | nicht angetreten | nicht angetreten | nicht angetreten | nicht angetreten | nicht angetreten |

### Kickboxen
| Athleten    | Wettbewerb | Viertelfinale | Viertelfinale | Halbfinale         | Halbfinale | Finale / Platz 3      | Finale / Platz 3 | Rang   |
| Athleten    | Wettbewerb | Gegner        | Ergebnis      | Gegner             | Ergebnis   | Gegner                | Ergebnis         | Rang   |
| ----------- | ---------- | ------------- | ------------- | ------------------ | ---------- | --------------------- | ---------------- | ------ |
| Frauen      |            |               |               |                    |            |                       |                  |        |
| Tam Si Long | K1 52 kg   | Zuhro Kholova | 2:1           | Anna Poskrebysheva | 0:3        | Platz 3: Elgoul Ahlem | 3:0              | Bronze |

### Korfball
| Wettbewerb        | Mixed |
| ----------------- | --- |
| Athleten          | Li Muzi Zhang Ruiyu Zhang Dongjie Zhao Jing Liang Shuaishuai Tang Zheheng Li Xin Zhao Yang Xiao Fei Zhang Xin Wang Dingxin Yin Jingyi Yang Guoyong Yang Yongbin |
| Gruppenphase      | Niederlande 10:33 (1:9, 2:8, 4:10, 3:6) Australien 23:25 (8:8, 6:6, 4:3, 5:8) Belgien 13:36 (1:9, 2:10, 6:11, 4:6)                                              |
| Platzierungsspiel | Großbritannien 27:24 (8:8, 7:7, 5:5, 7:4) |
| Spiel um Platz 5  | Australien 19:17 (6:4, 6:4, 4:4, 3:5) |
| Platzierung       | 5 |

### Muay Thai
| Athleten       | Wettbewerb | Viertelfinale | Viertelfinale | Halbfinale    | Halbfinale    | Finale        | Finale        | Rang          |
| Athleten       | Wettbewerb | Gegner        | Ergebnis      | Gegner        | Ergebnis      | Gegner        | Ergebnis      | Rang          |
| -------------- | ---------- | ------------- | ------------- | ------------- | ------------- | ------------- | ------------- | ------------- |
| Männer         |            |               |               |               |               |               |               |               |
| Zhang Yongkang | 75 kg      | Vasyl Sorokin | 27:30         | ausgeschieden | ausgeschieden | ausgeschieden | ausgeschieden | ausgeschieden |

### Rettungsschwimmen
| Athleten                                       | Wettbewerb                             | Vorlauf         | Vorlauf         | Finale        | Finale        | Rang          |
| Athleten                                       | Wettbewerb                             | Zeit            | Rang            | Zeit          | Rang          | Rang          |
| ---------------------------------------------- | -------------------------------------- | --------------- | --------------- | ------------- | ------------- | ------------- |
| Frauen                                         |                                        |                 |                 |               |               |               |
| Wu Huimin                                      | 50 m Retten einer Puppe                | 35,86 s         | 4               | 34,97 s       | 1             | Gold          |
| Dai Xiaodie                                    | 50 m Retten einer Puppe                | 36,89 s         | 12              | ausgeschieden | ausgeschieden | ausgeschieden |
| Hu Yifan                                       | 100 m Schwimmen und Retten mit Flossen | 57,21 s         | 11              | ausgeschieden | ausgeschieden | ausgeschieden |
| Li Yongxin                                     | 100 m Schwimmen und Retten mit Flossen | 1:07,87 min     | 19              | ausgeschieden | ausgeschieden | ausgeschieden |
| Hu Yifan                                       | 100 m Retten mit Flossen und Gurt      | 1:10,95 min     | 17              | ausgeschieden | ausgeschieden | ausgeschieden |
| Li Yongxin                                     | 100 m Retten mit Flossen und Gurt      | 1:05,18 min     | 14              | ausgeschieden | ausgeschieden | ausgeschieden |
| Dai Xiaodie                                    | 200 m Hindernisschwimmen               | 2:12,23 min     | 7               | 2:13,04 min   | 7             | 7             |
| Bao Xueyi                                      | 200 m Hindernisschwimmen               | 2:13,95 min     | 9               | ausgeschieden | ausgeschieden | ausgeschieden |
| Dai Xiaodie                                    | 200 m Super Lifesaver                  | 2:35,38 min     | 11              | ausgeschieden | ausgeschieden | ausgeschieden |
| Bao Xueyi                                      | 200 m Super Lifesaver                  | 2:37,47 min     | 14              | ausgeschieden | ausgeschieden | ausgeschieden |
| Hu Yifan Wu Huimin Dai Xiaodie Bao Xueyi       | 4 × 25 m Puppenstaffel                 | 1:25,69 min     | 6               | 1:20,01 min   | 2             | Silber        |
| Hu Yifan Wu Huimin Dai Xiaodie Bao Xueyi       | 4 × 50 m Hindernisstaffel              | 1:53,52 min     | 4               | 1:51,99 min   | 3             | Bronze        |
| Hu Yifan Wu Huimin Dai Xiaodie Bao Xueyi       | 4 × 50 m Gurtretterstaffel             | 1:46,92 min     | 10              | ausgeschieden | ausgeschieden | ausgeschieden |
| Männer                                         |                                        |                 |                 |               |               |               |
| Niu Yujie                                      | 50 m Retten einer Puppe                | disqualifiziert | disqualifiziert | ausgeschieden | ausgeschieden | ausgeschieden |
| Zhu Zihao                                      | 50 m Retten einer Puppe                | disqualifiziert | disqualifiziert | ausgeschieden | ausgeschieden | ausgeschieden |
| Niu Yujie                                      | 100 m Schwimmen und Retten mit Flossen | 59,13 s         | 20              | ausgeschieden | ausgeschieden | ausgeschieden |
| Zhu Zihao                                      | 100 m Schwimmen und Retten mit Flossen | 56,77 s         | 19              | ausgeschieden | ausgeschieden | ausgeschieden |
| Liu Zigian                                     | 100 m Retten mit Flossen und Gurt      | 59,70 s         | 18              | ausgeschieden | ausgeschieden | ausgeschieden |
| Zhao Xuanming                                  | 100 m Retten mit Flossen und Gurt      | 58,50 s         | 17              | ausgeschieden | ausgeschieden | ausgeschieden |
| Liu Zigian                                     | 200 m Hindernisschwimmen               | 2:04,75 min     | 16              | ausgeschieden | ausgeschieden | ausgeschieden |
| Lin Junhong                                    | 200 m Hindernisschwimmen               | 2:01,62 min     | 11              | ausgeschieden | ausgeschieden | ausgeschieden |
| Lin Junhong                                    | 200 m Super Lifesaver                  | 2:20,38 min     | 16              | ausgeschieden | ausgeschieden | ausgeschieden |
| Niu Yujie                                      | 200 m Super Lifesaver                  | disqualifiziert | disqualifiziert | ausgeschieden | ausgeschieden | ausgeschieden |
| Niu Yujie Zhu Zihao Lin Junhong Liu Zigian     | 4 × 25 m Puppenstaffel                 | 1:11,36 min     | 8               | 1:08,63 min   | 5             | 5             |
| Niu Yujie Zhu Zihao Lin Junhong Zhao Xuanming  | 4 × 50 m Hindernisstaffel              | 1:44,15 min     | 10              | ausgeschieden | ausgeschieden | ausgeschieden |
| Liu Zigian Zhu Zihao Lin Junhong Zhao Xuanming | 4 × 50 m Gurtretterstaffel             | 1:37,00 min     | 9               | ausgeschieden | ausgeschieden | ausgeschieden |

### Sportklettern
| Athleten   | Wettbewerb    | Qualifikation | Qualifikation | Viertelfinale | Viertelfinale | Halbfinale    | Halbfinale    | Finale        | Finale        | Rang          |
| Athleten   | Wettbewerb    | Ergebnis      | Rang          | Gegner        | Ergebnis      | Gegner        | Ergebnis      | Gegner        | Ergebnis      | Rang          |
| ---------- | ------------- | ------------- | ------------- | ------------- | ------------- | ------------- | ------------- | ------------- | ------------- | ------------- |
| Frauen     |               |               |               |               |               |               |               |               |               |               |
| He Cuilian | Speedklettern | 8,70 s        | 9             | ausgeschieden | ausgeschieden | ausgeschieden | ausgeschieden | ausgeschieden | ausgeschieden | ausgeschieden |

### Tanzen

#### Latein Tänze
| Athleten            | 1. Runde | 1. Runde    | 1. Runde | 1. Runde   | 1. Runde | Halbfinale | Halbfinale  | Halbfinale | Halbfinale | Halbfinale | Finale        | Finale        | Finale        | Finale        | Finale        | Rang |
| Athleten            | Samba    | Cha Cha Cha | Rumba    | Paso Doble | Jive     | Samba      | Cha Cha Cha | Rumba      | Paso Doble | Jive       | Samba         | Cha Cha Cha   | Rumba         | Paso Doble    | Jive          | Rang |
| ------------------- | -------- | ----------- | -------- | ---------- | -------- | ---------- | ----------- | ---------- | ---------- | ---------- | ------------- | ------------- | ------------- | ------------- | ------------- | ---- |
| Paar                |          |             |          |            |          |            |             |            |            |            |               |               |               |               |               |      |
| Ting Zhuang Yao Hou | 7        | 7           | 7        | 8          | 7        | 7          | 7           | 9          | 9          | 9          | ausgeschieden | ausgeschieden | ausgeschieden | ausgeschieden | ausgeschieden | 8    |

#### Standard Tänze
| Athleten              | 1. Runde | 1. Runde | 1. Runde      | 1. Runde     | 1. Runde  | Halbfinale | Halbfinale | Halbfinale    | Halbfinale   | Halbfinale | Finale        | Finale        | Finale        | Finale        | Finale        | Rang |
| Athleten              | Walzer   | Tango    | Wiener Walzer | Slow Foxtrot | Quickstep | Walzer     | Tango      | Wiener Walzer | Slow Foxtrot | Quickstep  | Walzer        | Tango         | Wiener Walzer | Slow Foxtrot  | Quickstep     | Rang |
| --------------------- | -------- | -------- | ------------- | ------------ | --------- | ---------- | ---------- | ------------- | ------------ | ---------- | ------------- | ------------- | ------------- | ------------- | ------------- | ---- |
| Paar                  |          |          |               |              |           |            |            |               |              |            |               |               |               |               |               |      |
| Yujie Liang Hong Shen | 10       | 11       | 10            | 11           | 8         | 10         | 10         | 10            | 10           | 10         | ausgeschieden | ausgeschieden | ausgeschieden | ausgeschieden | ausgeschieden | 10   |

### Tauziehen
| Wettbewerb   | Frauen Outdoor 540 kg                                                                |
| ------------ | ------------------------------------------------------------------------------------ |
| Athleten     | Liu Yingying Guo Xue Tian Tian Xu Na Yanli Hu Dan Song Qin Jiao Zhang Jiaqi Yan Chen |
| Gruppenphase | Irland 3:0 Chinesisch Taipeh 0:3 Schweiz 3:0 Niederlande 3:0 Südafrika 3:0           |
| Halbfinale   | Niederlande 3:0                                                                      |
| Finale       | Chinesisch Taipeh 0:3                                                                |
| Platzierung  | Silber                                                                               |

### Trampolinturnen
| Athleten              | Wettbewerb       | Qualifikation | Qualifikation | Finale   | Finale | Rang |
| Athleten              | Wettbewerb       | Ergebnis      | Rang          | Ergebnis | Rang   | Rang |
| --------------------- | ---------------- | ------------- | ------------- | -------- | ------ | ---- |
| Frauen                |                  |               |               |          |        |      |
| Zhong Xingping Li Dan | Synchronspringen | 92,200        | 1             | 5,600    | 8      | 8    |
| Jia Fangfang          | Tumbling         | 71,900        | 1             | 72,400   | 1      | Gold |
| Männer                |                  |               |               |          |        |      |
| Tu Xiao Dong Dong     | Synchronspringen | 79,100        | 6             | 51,250   | 1      | Gold |
| Zhang Luo             | Tumbling         | 72,000        | 5             | 75,100   | 1      | Gold |

### Wasserski
| Athleten | Wettbewerb          | Halbfinale | Halbfinale | Letzte Chance Halbfinale | Letzte Chance Halbfinale | Finale        | Finale        | Rang          |
| Athleten | Wettbewerb          | Ergebnis   | Rang       | Ergebnis                 | Rang                     | Ergebnis      | Rang          | Rang          |
| -------- | ------------------- | ---------- | ---------- | ------------------------ | ------------------------ | ------------- | ------------- | ------------- |
| Frauen   |                     |            |            |                          |                          |               |               |               |
| Han Qiu  | Wakeboard Freestyle | 40,89      | 6          | 42,22                    | 3                        | ausgeschieden | ausgeschieden | ausgeschieden |